# Richard Boeckh

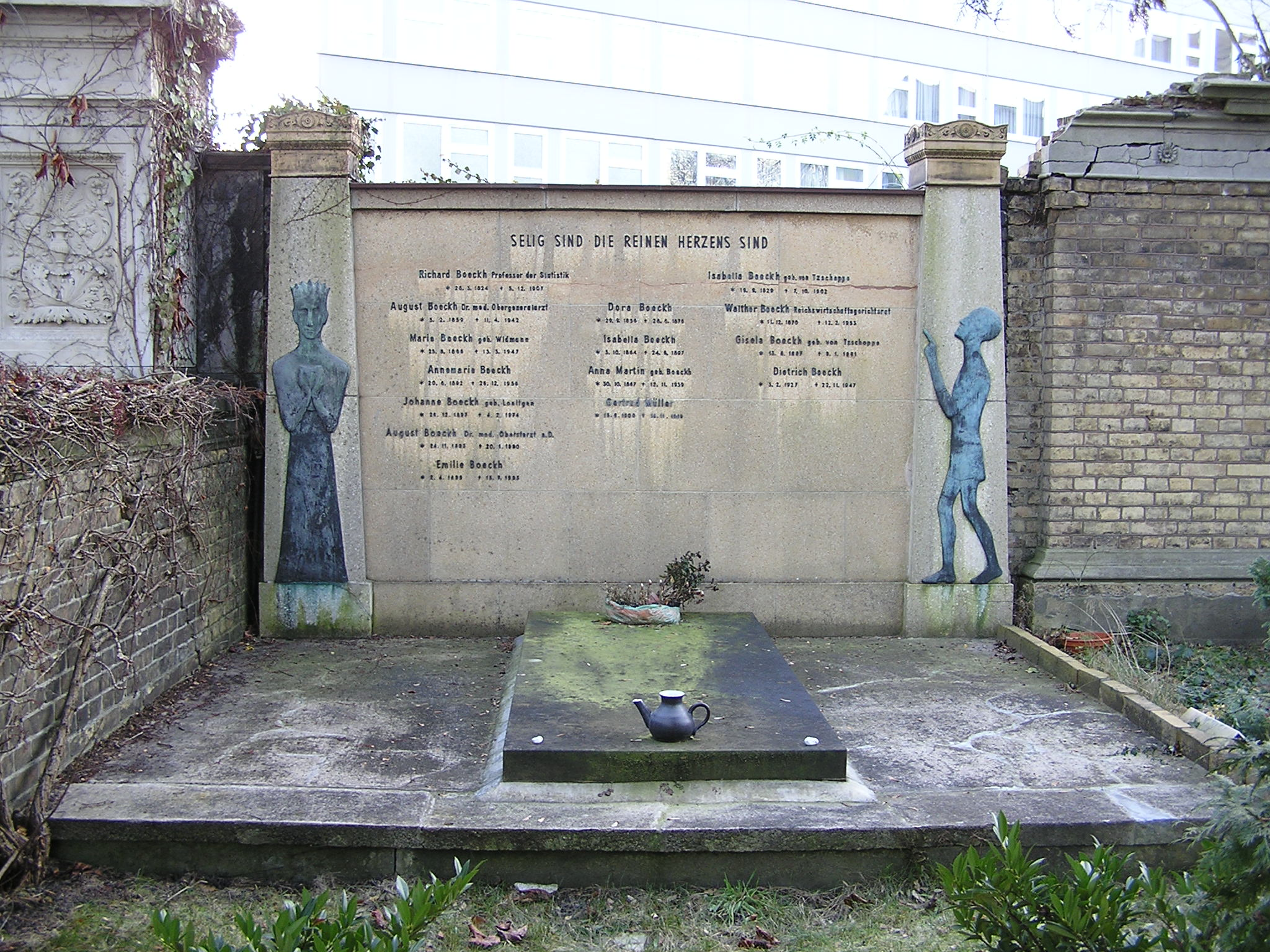
Familiengrab Boeckh, Luisenfriedhof II, Berlin

Georg Friedrich Richard Boeckh, auch Böckh (* 28. März 1824 in Berlin; † 5. Dezember 1907 in Grunewald) gehörte zu den bekanntesten deutschen Statistikern am Ende des 19. Jahrhunderts. Er war der dritte Sohn des Altertumsforschers August Boeckh.

## Leben
Boeckh studierte Rechts- und Staatswissenschaften und war nach Ablegung der ersten Staatsprüfung zunächst Auskultator am Kriminalgericht und später am Stadtgericht Berlin tätig. Gleich nach Ablegung des Assessor-Examens trat er 1852 wegen seiner ausgeprägten geographischen und mathematischen Interessen und Kenntnisse in das Königlich Preußische Statistische Bureau in Berlin ein und wirkte dort unter den Direktoren Carl Friedrich Dieterici und Ernst Engel als Assessor und später als Regierungsrat. Von 1875 bis 1903 leitete er das Statistische Bureau der Stadt Berlin, zuletzt mit dem Titel eines Geheimen Regierungsrats. Von 1881 an war er auch außerordentlicher, dann ordentlicher Honorarprofessor an der Friedrich-Wilhelms-Universität. Zu seinen Schülern gehörten Ferdinand Tönnies und Robert René Kuczynski.
Ebenfalls 1881 war Boeckh Initiator und Mitgründer des Allgemeinen Deutschen Schulvereins und auch dessen „langjähriger Vorsitzender und schließlich Ehrenvorsitzender“.
Ab 1855 war er mit Isabelle von Tzschoppe (1829–1902) verheiratet. Ihr Sohn war der spätere Sanitätsoffizier August Boeckh.

## Werke
- Allgemeine Übersicht der Veröffentlichungen aus der administrativen Statistik der verschiedenen Staaten. Schade, Berlin 1856 (Digitalisat der Universität Köln; 13 MB).
- Die geschichtliche Entwickelung der amtlichen Statistik des Preussischen Staates. Decker, Berlin 1863 (Digitalisat der Universität Köln; 30 MB).
- Die statistische Bedeutung der Volkssprache als Kennzeichen der Nationalität. In: Zeitschrift für Völkerpsychologie und Sprachwissenschaft. Dümmler, Berlin 1866
- Der Deutschen Volkszahl und Sprachgebiet in den europäischen Staaten : Eine statistische Untersuchung. Guttentag, Berlin 1869
- Die natürlichen Grenzen Deutschlands gegen Frankreich, in: Unsere Zeit. Deutsche Revue der Gegenwart. Monatsschrift zum Conversations-Lexikon. Neue Folge, Sechster Jahrgang, Zweite Hälfte, F. A. Brockhaus, Leipzig 1870, S. 353–372 (books.google.de).
- Die statistische Messung der ehelichen Fruchtbarkeit. In: Bulletin de l’Institut International de Statistique. Band 5.1, 1890, S. 159–188.
- Halley als Statistiker. Zur Feier des zweihundertjährigen Bestehens von Halley’s Sterblichkeitstafel. In: Bulletin de l’Institut International de Statistique. Band 7.1, 1893, S. 1–24.